# Leptopeza borealis
Leptopeza borealis är en tvåvingeart som beskrevs av Zetterstedt 1842. Leptopeza borealis ingår i släktet Leptopeza och familjen puckeldansflugor. Arten är reproducerande i Sverige. Inga underarter finns listade i Catalogue of Life.